# Piekło (Kościerzyna)
Pour les articles homonymes, voir Piekło.
Piekło est une localité polonaise de la gmina rurale et du powiat de Kościerzyna en voïvodie de Poméranie. 

## Géographie

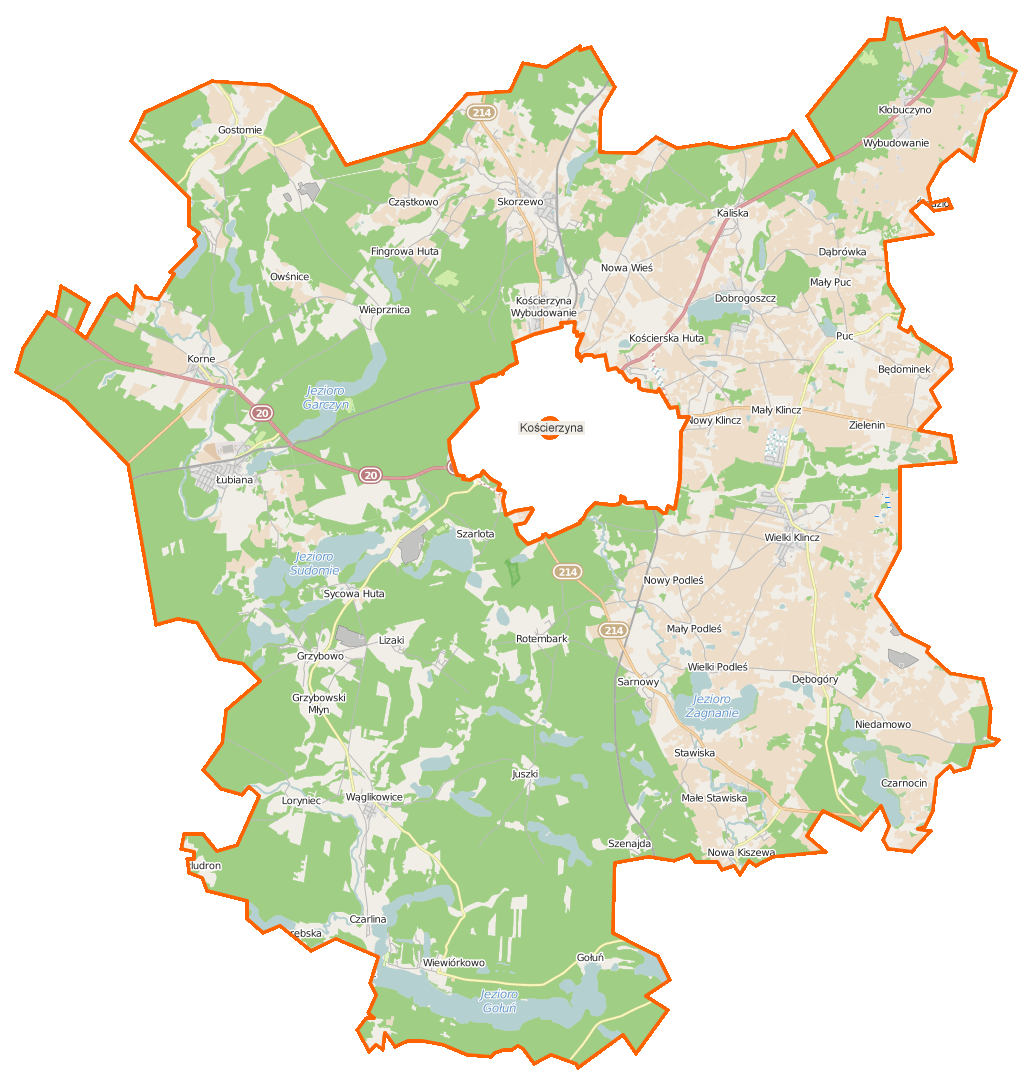
Carte de la gmina de Kościerzyna.